# Robert Kunkel
Robert Kunkel (* 28. April 1999 in Berlin) ist ein deutscher Eiskunstläufer, der im Paarlauf startet.

## Sportlicher Werdegang

### Mit Talisa Thomalla
Thomalla/Kunkel waren deutsche Juniorenmeister und nahmen an Junior-Grand-Prix-Wettbewerben sowie an den Juniorenweltmeisterschaften teil.

### Mit Annika Hocke
Seit 2019 trainiert Kunkel mit Annika Hocke, Olympiateilnehmerin von 2018, am Paarlauf-Leistungszentrum in Berlin unter dem Trainerteam Alexander König, Romy Österreich, Rico Rex und Dimitri Savin.
Eine Woche nach ihrem Wettkampfdebüt zogen Hocke/Kunkel als erstes deutsches Paar in ein Junior-Grand-Prix-Finale ein. Bei der deutschen Meisterschaft gewann das Paar die Silbermedaille hinter Minerva-Fabienne Hase/Nolan Seegert. Bei den Juniorenweltmeisterschaften gewannen Hocke/Kunkel die kleine Bronzemedaille für die Kür und wurden Vierte im Gesamtklassement.
2020 nahm das Paar an den Europameisterschaften teil und belegte den siebten Platz. Damit waren sie für die Eiskunstlauf-Weltmeisterschaften 2020 qualifiziert, die aber wegen Corona abgesagt wurden. Bei den Bavarian Open 2020 gewann das Paar die Silbermedaille hinter Anastassija Mischina und Alexander Galljamow aus Russland. Mit Platz 13 bei den Weltmeisterschaften 2021 in Stockholm sicherten sie einen deutschen Startplatz im Paarlauf bei den kommenden Olympischen Spielen.
In der Saison 2021/2022 verpasste das Paar als 13. der Europameisterschaften die Olympischen Spiele 2022. Beide beschlossen, Berlin als Trainingsort zu verlassen und fortan in Bergamo zu trainieren. Dort sind sie Mitglied der Trainingsgruppe von Franca Bianconi und Ondřej Hotárek; ihre Choreografien entwickelt das ehemalige italienische Eistanzpaar Anna Cappellini und Luca Lanotte. Im darauffolgenden Jahr erreichten sie den dritten Platz bei der Nebelhorn Trophy und den dritten Platz beim Grand Prix de France. Ihren zweiten Grand Prix in Japan mussten sie absagen, da Hocke sich mit Corona infiziert hatte.
Bei den Europameisterschaften 2023 im finnischen Espoo gewannen Hocke/Kunkel Bronze. Es war die erste internationale Meisterschaftsmedaille bei den Senioren für die Deutsche Eislauf-Union seit 2018. Bei den Weltmeisterschaften 2023 in Saitama wurden sie mit einer Bestleistung von 184,60 Gesamtpunkten Neunte.
Zur Grand-Prix-Serie 2023/24 erhielten Hocke/Kunkel erneut zwei Einladungen. Bei Skate America gewannen sie die Goldmedaille. Kombiniert mit ihrem 4. Platz beim Cup of China waren sie zum ersten Mal für das Grand-Prix-Finale qualifiziert. Sie mussten jedoch ihre Teilnahme aufgrund einer Verletzung absagen. Auch an den Deutschen Meisterschaften 2024 konnten sie nicht teilnehmen. Sie wurden trotzdem für die Europameisterschaften 2024 aufgestellt. Dort belegten sie den 7. Platz. Bei den Europameisterschaften 2025 wurden sie achte, bei den Weltmeisterschaften 2025 belegten sie Platz 18.

## Ergebnisse
Zusammen mit Annika Hocke:
| Wettbewerb                                                                                      | 2019/20 | 2020/21 | 2021/22 | 2022/23 | 2023/24 |
| ----------------------------------------------------------------------------------------------- | ------- | ------- | ------- | ------- | ------- |
| Weltmeisterschaften                                                                             |         | 13.     |         | 9.      |         |
| Europameisterschaften                                                                           | 7.      |         | 13.     | 3.      | 7.      |
| Deutsche Meisterschaft                                                                          | 2.      |         |         | 1.      | Z       |
| GP Grand Prix de France                                                                         |         |         |         | 3.      |         |
| GP Skate America                                                                                |         |         |         |         | 1.      |
| GP Cup of China                                                                                 |         |         |         |         | 4.      |
| JGP Finale                                                                                      | 6.J     |         |         |         |         |
| JGP Croatia Cup Zagreb                                                                          | 3.J     |         |         |         |         |
| JGP Baltic Cup Gdansk                                                                           | 3.J     |         |         |         |         |
| CS Nebelhorn Trophy                                                                             |         | 2.      | 4.      | 3.      |         |
| CS Finlandia Trophy                                                                             |         |         | 11.     | 1.      |         |
| GP = Grand Prix, JGP = Junioren Grand Prix, CS = Challenger Series; Z = Teilnahme zurückgezogen |         |         |         |         |         |